# Březka (Velká Bíteš)

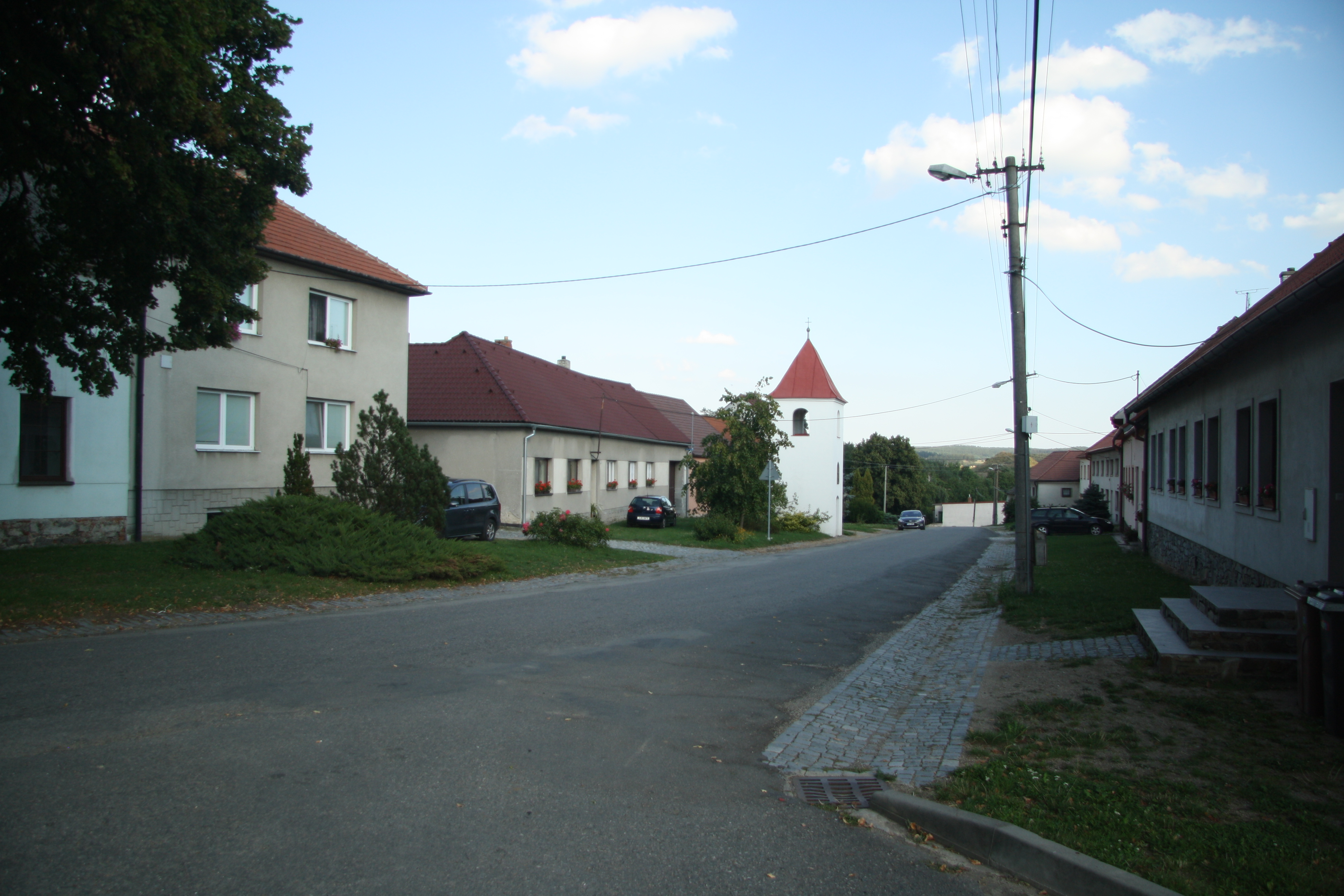
Ortszentrum

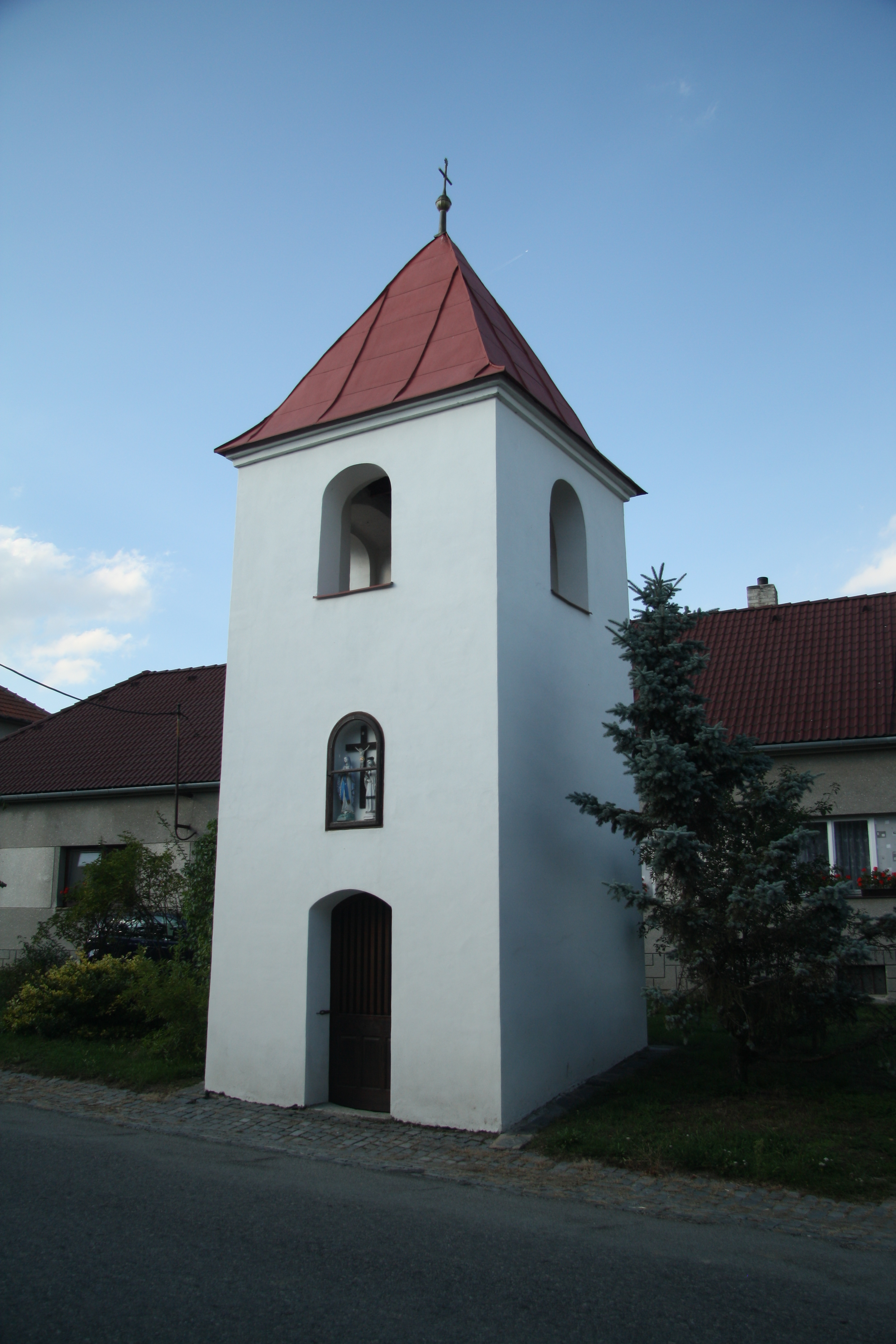
Glockenturm

Březka (deutsch Brzeska, 1939–45 Birklein) ist ein Ortsteil der Stadt Velká Bíteš in Tschechien. Er liegt fünf Kilometer westlich von Velká Bíteš und gehört zum Okres Žďár nad Sázavou.

## Geographie
Březka befindet sich rechtsseitig über dem Tal des Baches Drchalka auf einer Hochebene in der Křižanovská vrchovina (Krischanauer Bergland) im Süden der Böhmisch-Mährischen Höhe. Nördlich verläuft die Autobahn D 1. Im Osten erhebt sich der Chocholáč (516 m n.m.), südöstlich der Na Dlouhých (493 m n.m.) und im Westen der Koní vrch (526 m n.m.). 
Nachbarorte sind Jáchymov im Norden, Bezděkov und Nové Sady im Nordosten, Lánice und Velká Bíteš im Osten, Demáčky, Jindřichov und Jestřabí im Südosten, Jasenice im Süden, Čikov und Vaneč im Südwesten, Tasov im Westen sowie Holubí Zhoř und Křeptovský Dvůr im Nordwesten. 

## Geschichte
Erstmals urkundlich erwähnt wurde das Dorf im Jahre 1349 zusammen mit Březské und Hermanschlag als Teil des Heinrich von Ossowa gehörigen Gutes Bochdalau. Zwischen 1366 und 1376 gehörte das Dorf hälftig zum Gut Ossowa. Im Jahre 1398 trat die Witwe Johanns d. J. von Meziříč ihre Morgengabe auf Březka an Elisabeth, die Witwe des Wilhelm von Swetlow, ab und nahm jene auf die Morgengabe in Čikov, Zhoř und Lhotka in Gemeinschaft. Seit 1437 war Březka Teil der Grafschaft Namiest; auf welchem Wege das Dorf  dahin gelangte, ist nicht bekannt.
Im Jahre 1837 bestand das im Znaimer Kreis gelegene Dorf Břeska bzw. Březka aus 21 Häusern, in denen 123 Personen lebten. Pfarr- und Schulort war Tassau. Bis zur Mitte des 19. Jahrhunderts blieb Břeska der Fideikommissgrafschaft Namiest untertänig.
Nach der Aufhebung der Patrimonialherrschaften bildete Břeska / Brzeska ab 1849 einen Ortsteil der Gemeinde Jesenice im Gerichtsbezirk Namiest. Ab 1869 gehörte Břeska zum Bezirk Trebitsch. Zu dieser Zeit hatte das Dorf 157 Einwohner und bestand aus 27 Häusern. Der Ortsname wurde in den 1870er Jahren in Březka geändert. 1892 lösten sich Březka, Jestřabí und Jindřichov von Jesenice los und bildeten die Gemeinde Březka. 1896 wurde Březka in den Bezirk Groß Meseritsch und Gerichtsbezirk Groß Bittesch umgegliedert. Im Jahre 1900 lebten in Březka 142 Personen; 1910 waren es 163. Im Jahre 1920 lösten sich Jindřichov und Jestřabí los und bildeten eine eigene Gemeinde. Beim Zensus von 1921 lebten in den 25 Häusern des Dorfes 171 Tschechen. Im Jahre 1930 bestand Březka aus 27 Häusern und hatte 163 Einwohner. Zwischen 1939 und 1945 gehörte Březka / Birklein zum Protektorat Böhmen und Mähren. 1948 wurde das Dorf dem Okres Velká Bíteš zugeordnet. Im Jahre 1950 hatte Březka 123 Einwohner. Im Zuge der Gebietsreform und der Aufhebung des Okres Velká Bíteš wurde Březka am 1. Juli 1960 dem Okres Žďár nad Sázavou zugewiesen. Am 1. Juli 1980 erfolgte die Eingemeindung nach Velká Bíteš. Beim Zensus von 2001 lebten in den 29 Häusern von Březka 96 Personen. Zu Beginn des Jahres 2010 hatte das Dorf 93 Einwohner.

## Gemeindegliederung
Der Ortsteil bildet den Katastralbezirk Březka u Velké Bíteše.

## Sehenswürdigkeiten
- Glockenturm
- Mehrere Wegkreuze